# Instituto Nacional do Livro

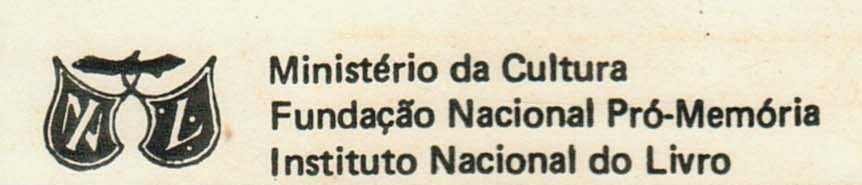
Logo timbral do INL, baseado no colofão do Saltério de Mainz.

O Instituto Nacional do Livro (INL) foi um órgão do governo brasileiro responsável pela política nacional das bibliotecas e do livro.

## Histórico
Criado durante o Governo Vargas por inciativa do ministro Gustavo Capanema, em Setembro/dezembro de 1937(pelo Decreto-Lei nº 93, de 21/09/1937). Objetivava elaborar uma enciclopédia e dicionário da língua brasileira que retratasse a identidade e a memória nacional e apoiar a implantação de bibliotecas públicas em todo o Brasil. 
Seu diretor inicialmente foi o escritor, poeta e crítico literário modernista Augusto Meyer. Sérgio Buarque de Holanda e Mário de Andrade também estavam ligados ao INL.
Até 1945, no entanto, ainda não haviam concluído a enciclopédia e o dicionário, mas, o número de bibliotecas públicas havia crescido, principalmente nos estados de escassez cultural, graças ao auxílio prestado pelo INL na composição do acervo e na capacitação técnica.
Em 1990, a Biblioteca Nacional e o Instituto Nacional do Livro, com sua Biblioteca Demonstrativa, de Brasília, passaram a constituir a Fundação Biblioteca Nacional (FBN). Integrado à Fundação Biblioteca Nacional, o Instituto Nacional do Livro foi transformado em um departamento da FBN, o Departamento Nacional do Livro (DNL)

## Finalidade

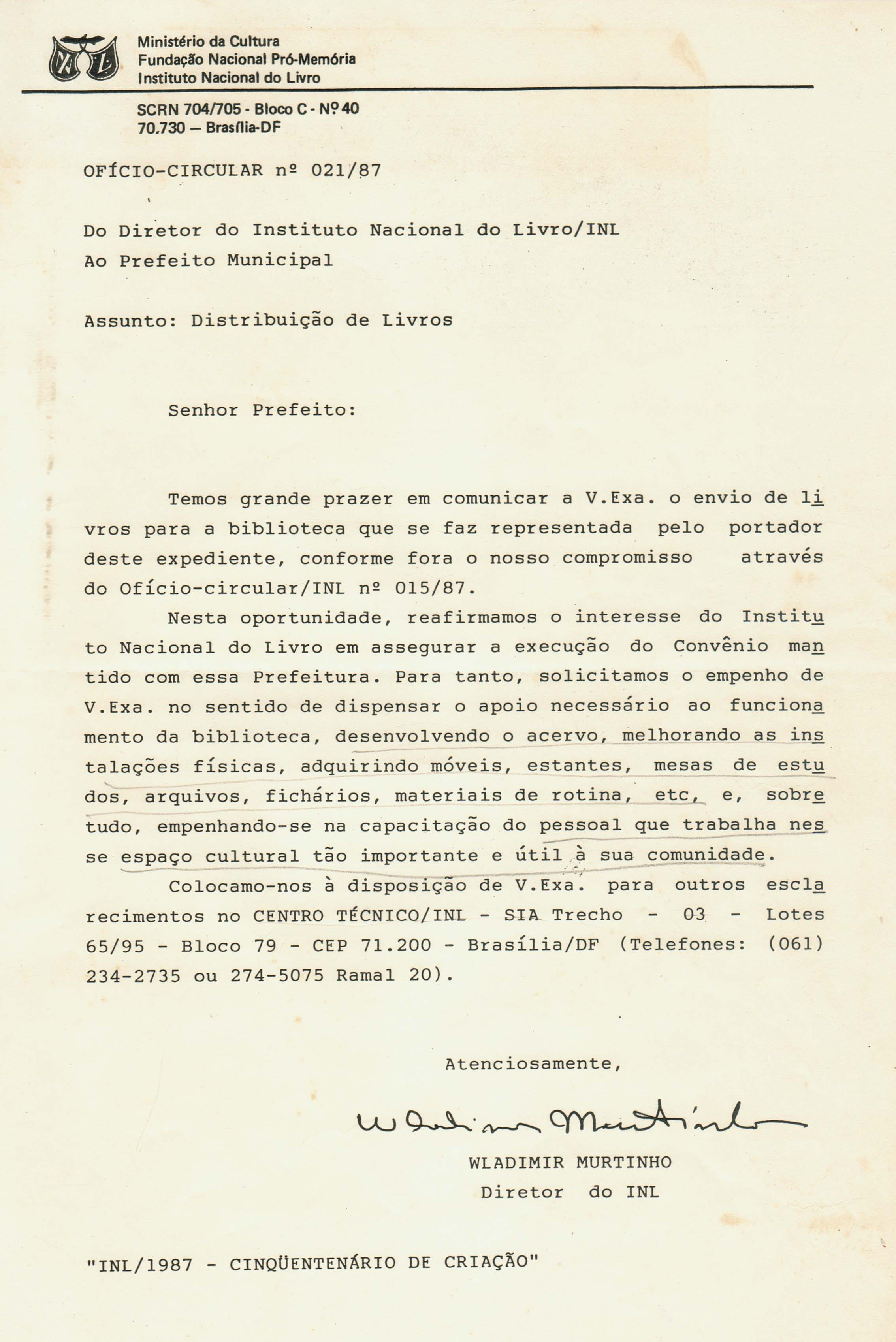
Documento do INL sobre a política de livros com as bibliotecas dos municípios.

Propiciar meios para a produção, o aprimoramento do livro e a melhoria dos serviços bibliotecários. Finalidade que só poderia ser alcançada com a expansão de bibliotecas.
Vale ressaltar que para Capanema, as bibliotecas eram necessárias por serem "centros de formação da personalidade, de compreensão do mundo, de auto-educação, enfim, centros de cultura.

## Justificativa
Deve-se a dois fatos. Primeiro era uma proposta do governo federal aos intelectuais que haviam participado da Semana de Arte Moderna e que criticavam muito a administração pela falta de uma política cultural. O segundo fator era a necessidade de dar especial atenção à nova classe dos operários, pois basicamente a mão-de-obra não era qualificada e o analfabetismo atingia altas proporções nesse segmento.

## Desafios
Seus grandes desafios eram propiciar meios para a produção e o aprimoramento do livro. Este era visto como um grande risco editorial. Não havia parques gráficos. A maioria dos autores fazia sacrifícios para pagar a edição, e o sistema de distribuição era concentrado no eixo Rio-São Paulo. Outro grande problema era compatibilizar as prioridades governamentais na área da cultura e o interesse das editoras privadas.
A outra questão crucial era a questão do leitor, na dificuldade de se formar um público leitor em um país com problemas educacionais e culturais emergentes que apresentavam alto percentual de analfabetismo e desnutrição infantil.

## Publicações
Lista incompleta
- Coleção Dicionários Especializados
- Dicionário do Folclore Brasileiro
- Dicionário Brasileiro de Artistas Plásticos